# 9487 Kupe
9487 Kupe (7633 P-L) là một tiểu hành tinh vành đai chính.